# امید سینگ
امید سینگ (هندی: उमीदि सिंह؛ زاده ۱۹ دی ۱۳۷۱ در بهبهان) بازیکن فوتبال دو رگه ایرانی و هندی است که در پست وینگر چپ در تیم نفت و گاز گچساران بازی می‌کند.
پدر وی اصالتاً دو رگه ایرانی-هندی هست و مادرش نیز ایرانی است.

## دوران باشگاهی حرفه‌ای
وی سابقه بازی کردن در تیم‌های گهر دورود، نفت مسجدسلیمان (در ۲ مقطع)، استقلال اهواز، سیاه جامگان، استقلال صنعتی خوزستان، پارس جنوبی جم، نساجی قائم شهر و آلومینیوم اراک را نیز در کارنامه دارد.
امید سینگ پس از موفقیت در پارس جم جنوبی، مورد توجه جواد نکونام سرمربی وقت نساجی قائم شهر قرار گرفت و قرارداد خود را یکساله امضا کرد.
در لیگ هجدهم او مورد توجه وینفرد شفر و باشگاه استقلال قرار داشت. در لیگ بیستم امید سینگ به آلومینیوم اراک پیوست اما قرار بود در لیگ بیستم ایران نباشد و به بنگال شرقی هند برود و حتی قرارداد هم بسته بود ولی در آخر به آلومینیم اراک پیوست.

## افتخارات

### باشگاهی
- استقلال خوزستان
  - قهرمانی در لیگ برتر فوتبال ایران ۹۵–۱۳۹۴
- پارس جنوبی جم
  - قهرمانی در لیگ آزادگان ۹۶–۱۳۹۵ (صعود به لیگ برتر)
- نفت مسجدسلیمان
  - نایب قهرمانی در لیگ آزادگان ۹۳–۱۳۹۲ (صعود به لیگ برتر)